# Nyárlevelű nyír
A nyárlevelű nyír (Betula populifolia) Észak-Amerika keleti parti hegyvidéki erdeiből származik. Rendszerint gyors növekedésűek, kis termetűek, rövid életűek. Törzsük gyakran tőből elágazók.

## Leírása
Terebélyes, kúpos, 10 m magas lombhullató faj.
Kérge fehér, az elágazásoknál fekete foltokkal.Nem hámlik, idővel a törzs alja megfeketedik.
Levelei tojásdadok, háromszögletűek, 7,5 cm hosszúak, sűrűn fogazottak, megnyúlt, hegyes csúcsban végződnek. Felszínük fényes sötétzöld, kissé egyenetlen. Ősszel sárgára színeződnek.
Virágai tavasszal nyílnak, a sárgásbarna porzós barkák lecsüngők 7,5 cm-esek, a termősek felállók, zöldek.
A termős barka éretten apró makkokra esik szét.

## Képek

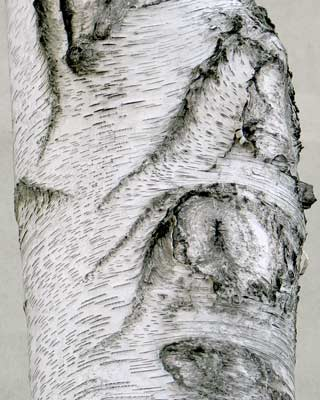
Kérge
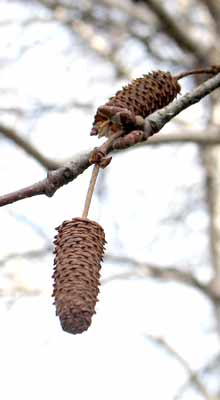
Termése
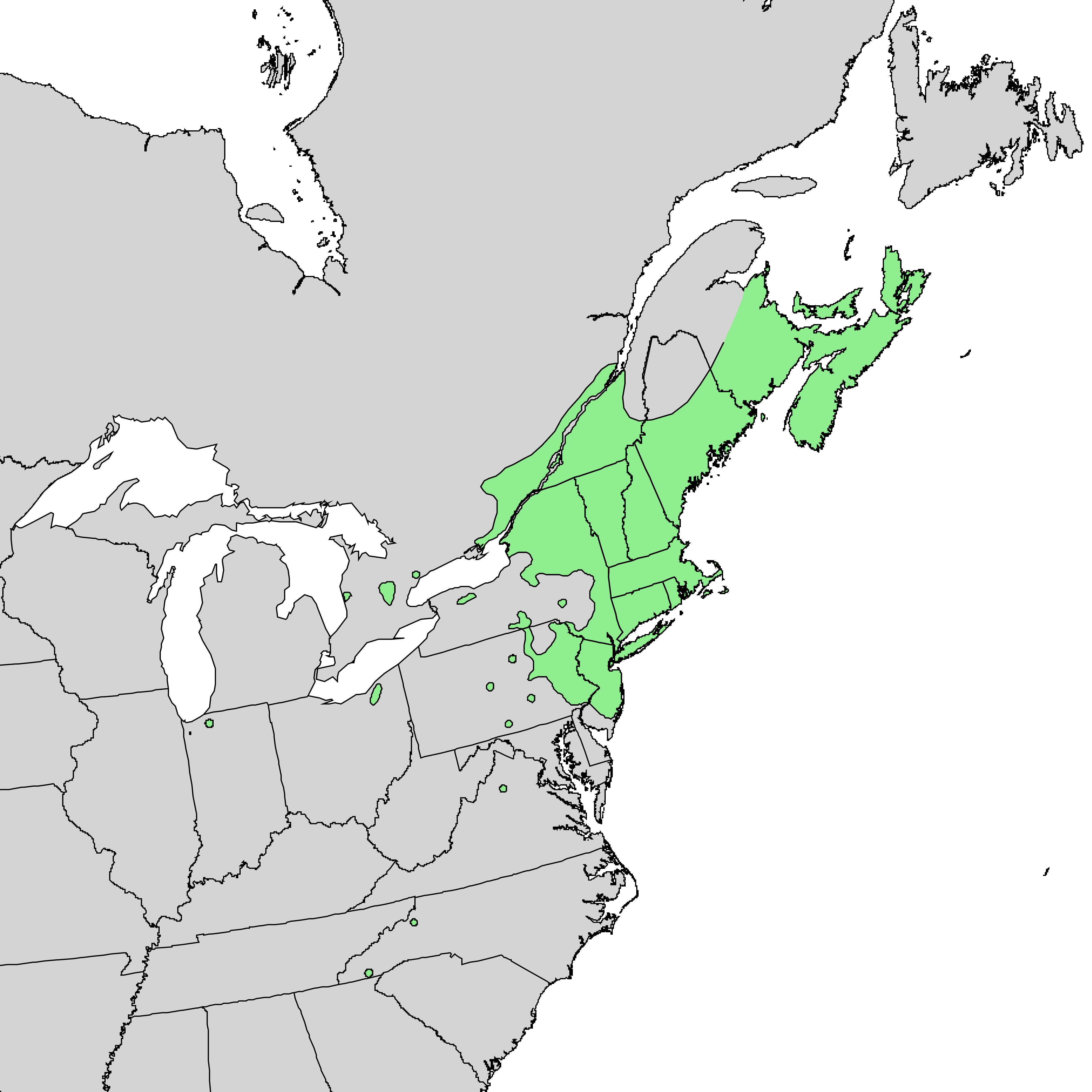
Elterjedése
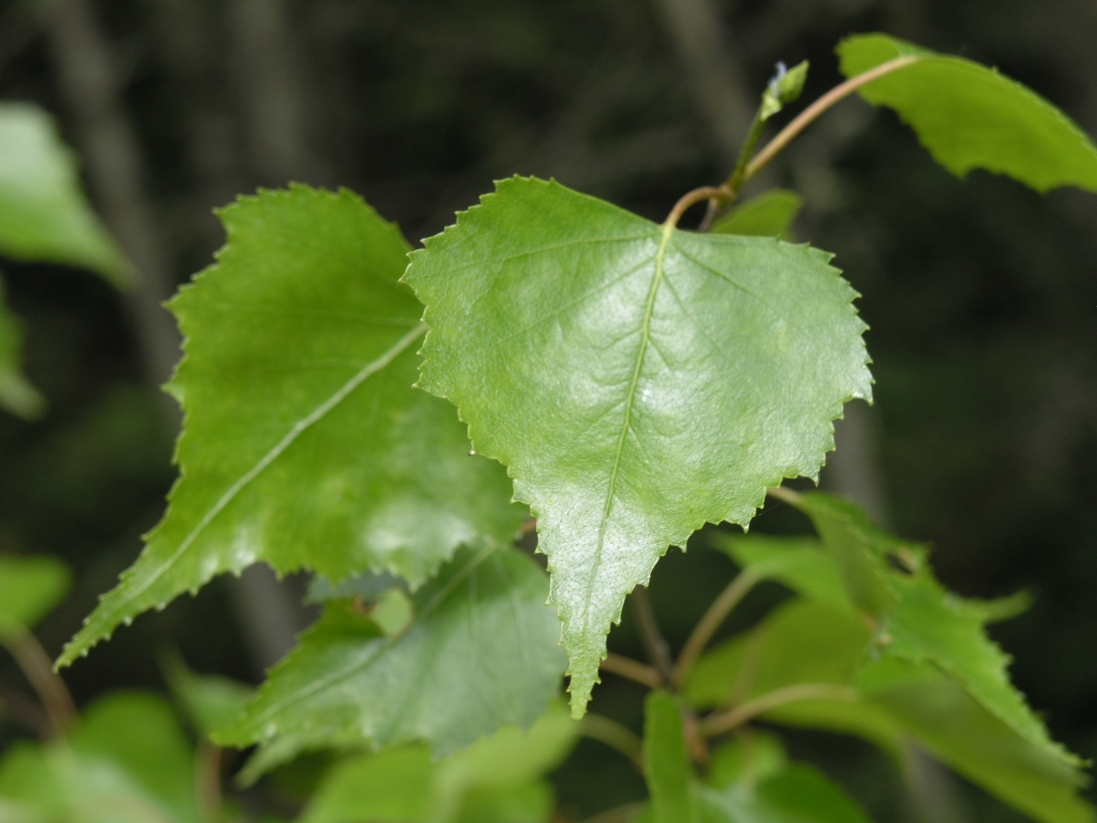
Levele